# Eloria diaphana
Eloria diaphana este un gen de molii din familia Lymantriinae. Se găsește în Surinam.

## Legături externe
- en Baza de date a genului Lepidoptera la Muzeul de istorie naturală